# Drymophila (roślina)

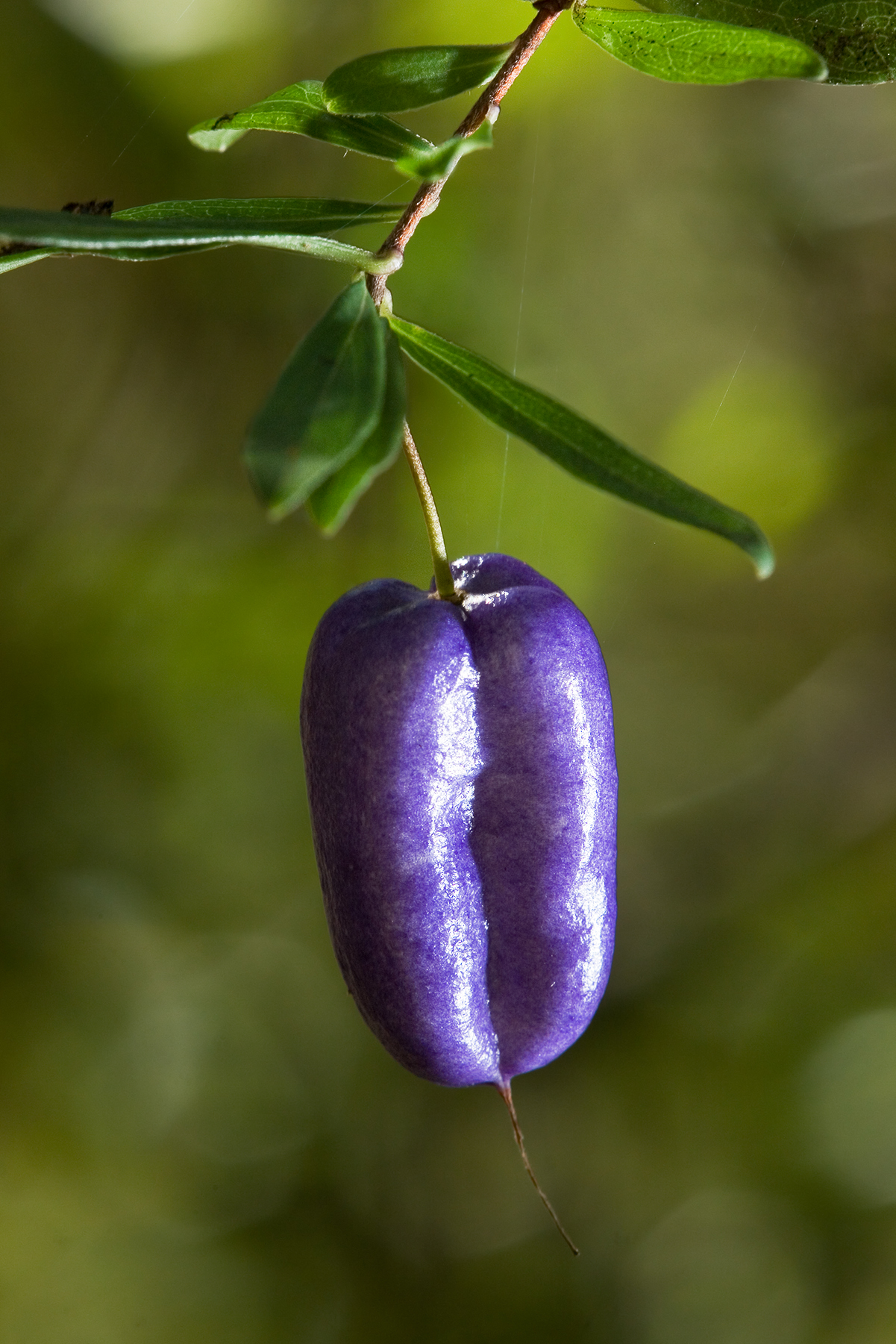
Jagoda D. cyanocarpa

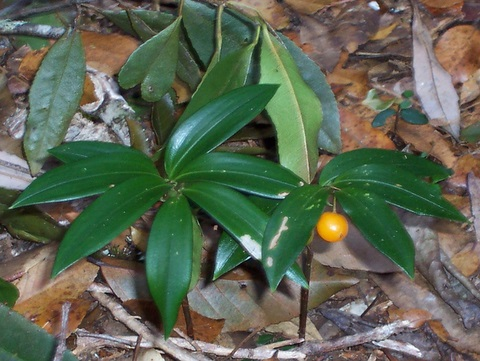
Jagoda D. moorei

Drymophila R.Br. – rodzaj wieloletnich roślin zielnych należący do rodziny krasnolicowatych, obejmujący dwa gatunki: Drymophila cyanocarpa R.Br., występujący w południowo-wschodniej Nowej Południowej Walii i na Tasmanii, oraz Drymophila moorei, występujący w południowo-wschodnim Queensland i północno-wschodniej Nowej Południowej Walii.

## Morfologia
PokrójNiewielkie rośliny zielne o wysokości 30 cm (D. moorei) lub 40 cm (D. cyanocarpa).
ŁodygaPędem podziemnym jest cienkie kłącze. Łodyga nierozgałęziona lub rzadziej tworząca krótkie pędy boczne (D. cyanocarpa).
LiścieUlistnienie naprzemianległe. Blaszki liściowe lancetowate do sierpowatych o wymiarach 2,5–8×0,5–1,5 cm (D. cyanocarpa) lub eliptyczne do szerokolancetowatych o wymiarach 3–6×1–2 cm (D. moorei), ostre, nagie. Ogonki liściowe o długości około 1 mm.
KwiatyKwiaty o średnicy 1–1,5 cm, białe do jasnoróżowych lub fiołkoworóżowych, wyrastające z pachwin liści pojedynczo lub zebrane po dwa–trzy w kwiatostan. Szypułki o długości 6–12 mm. Listki okwiatu o długości 5–8 mm, położone w dwóch okółkach. Pręciki wolne. Zalążnia trój- lub czterokomorowa.
OwoceJajowate, pomarańczowożółte (D. moorei) lub ciemnoniebieskie (D. cyanocarpa) jagody o długości 0,5–1,5 cm. Nasiona żółto-brązowe.

## Biologia i ekologia
RozwójByliny, geofity ryzomowe. Kwitną wiosną. Kwiaty D. moorei są zapylane przez pszczoły z rodziny smuklikowatych i muchówki z rodziny bzygowatych. Są one odwiedzane również przez chrząszcze z rodziny stonkowatych i świerszcze, które jednak głównie na nich żerują. Nasiona są rozprzestrzeniane przez zwierzęta.
SiedliskoChłodne lasy deszczowe i wilgotne lasy twardolistne.
Cechy fitochemiczneW roślinach obu gatunków obecne są saponiny.
GenetykaLiczba chromosomów 2n = 20.

## Systematyka
Pozycja rodzaju
W ujęciu systemu APG III z 2009 i APG IV z 2016 rodzaj wyróżniony jest w plemieniu Luzuriageae w rodzinie krasnolicowatych (Alstroemeriaceae), zaliczanej do rzędu liliowców w kladzie roślin jednoliściennych (monocots). W ujęciu APWeb i wcześniejszych wersji systemu APG plemię Luzuriageae podnoszone jest do rangi rodziny Luzuriageae Bentham & Hooker.

## Nazewnictwo
Toponimia nazwy naukowejNazwa naukowa rodzaju pochodzi od greckich słów δρυμό (drymo – las, park) i  (φίλος – przyjaciel), odnosząc się do siedlisk tych roślin.
Nazwy rodzajoweW języku polskim nie istnieje nazwa rodzajowa tego rodzaju. W języku angielskim rośliny te określane są jako turquoise berry (D. cyanocarpa) lub orange berry (D. moorei), odnosząc się do koloru owoców.
HomonimyW taksonomii zwierząt rodzaj Drymophila obejmuje ptaki z rodziny chronkowatych.